# ホゼ・ネト
- ジョゼ・ネト

ホゼ・アウヴェス・ドス・サントス・ネト（ポルトガル語: José Alves dos Santos Neto, 1971年3月16日 - ）は、ブラジルのプロバスケットボール指導者。サンパウロ州イタペティニンガ出身。

## 来歴

### クラブ
ブラジルリーグのフラメンゴにてヘッドコーチとして2014年FIBAアメリカリーグとインターコンチネンタルカップのタイトルに導く。
2018年オフ、日本のB.LEAGUE B1・レバンガ北海道のヘッドコーチに就任。しかし、成績不振のため12月5日退任。
2020年9月、アンゴラ・バスケットボールリーグとBALに所属するペトロ・デ・ルアンダのヘッドコーチに就任。2022年のBALのコーチ・オブ・ザ・イヤーに選出されている。

### ナショナルチーム
ブラジル代表でもヘッドコーチ及びアシスタントコーチを務めていた。

## 成績
| チーム         | シーズン | G  | W | L  | W–L% | シーズン結果 | PG | PW | PL | PW–L% | 最終結果 |
| -------------- | -------- | -- | - | -- | ---- | ------------ | -- | -- | -- | ----- | -------- |
| レバンガ北海道 | 2018-19  | 19 | 4 | 15 | .211 | 途中解雇     | -  | -  | -  | –     | -        |